# Chunhua
Der Kreis Chunhua (淳化县; Pinyin: Chúnhuà Xiàn) gehört zum Verwaltungsgebiet der bezirksfreien Stadt Xianyang in der chinesischen Provinz Shaanxi. Die Fläche beträgt 984,7 Quadratkilometer und die Einwohnerzahl 141.756 (Stand: Zensus 2020). 1999 zählte er 183.479 Einwohner.
Im Kreis befinden sich die hanzeitliche Stätte des Ganquan-Palastes (甘泉宫遗址, Gānquán gōng yízhǐ), der Startpunkt der Graden Qin-Straße (秦直造起点遗址, Qín zhízào qǐdiǎn yízhǐ) aus der Zeit der Qin-Dynastie, und in der Gemeinde Tiewang (铁王乡) das Hanyunling-Mausoleum (汉云陵, Hàn yún líng) aus der Zeit der Westlichen Han-Dynastie, die auf der Liste der Denkmäler der Volksrepublik China stehen.